# IATA空港コードの一覧/E
IATA空港コードの一覧: A - B - C - D - E - F - G - H - I - J - K - L - M - N - O - P - Q - R - S - T - U - V - W - X - Y - Z

## E
この一覧では次のような形式で羅列する。
- IATAコード (ICAOコード) – 空港名 – 空港の所在地

### EA
- EAA (PAEG) – イーグル空港 – アラスカ州イーグル、アメリカ合衆国
- EAB (OYAB) – Abbs 空港 – Abs、イエメン共和国
- EAG (KEAG) – イーグルグローブ市営空港 – アイオワ州イーグルグローブ、アメリカ合衆国
- EAN (KEAN) – Phifer 飛行場 – ワイオミング州ウィートランド、アメリカ合衆国
- EAR (KEAR) – カーニー市営空港 – ネブラスカ州カーニー、アメリカ合衆国
- EAS (LESO) – サン・セバスティアン空港 – バスク州ギプスコア県オンダリビア、スペイン王国
- EAT (KEAT) – Pangborn 記念空港 – ワシントン州ワナッチー、アメリカ合衆国
- EAU (KEAU) – Chippewa Valley 地域空港 – ウィスコンシン州オークレア、アメリカ合衆国

### EB
- EBA (LIRJ) – マリーナ・ディ・カンポ空港 – カンポ・ネッレルバ、イタリア共和国
- EBB (HUEN) – エンテベ国際空港 – エンテベ、ウガンダ共和国
- EBD (HSOB) – El Obeid 空港 – オベイド、スーダン共和国
- EBG (SKEB) – El Bagre 空港 – El Bagre、コロンビア共和国
- EBH (DAOY) – エル・バヤード空港 – エル・バヤード、アルジェリア民主人民共和国
- EBJ (EKEB) – エスビャウ空港 – エスビャウ、デンマーク王国
- EBL (ORER) – アルビール国際空港 – アルビール、イラク共和国
- EBM (DTTR) – El Borma 空港 – El Borma、チュニジア共和国
- EBS (KEBS) – ウェブスターシティ市営空港 – アイオワ州ウェブスターシティ、アメリカ合衆国
- EBW (FKKW) – エボロワ空港 – エボロワ、カメルーン共和国

### EC
- ECG (KECG) – Elizabeth City Regional 空港 – ノースカロライナ州エリザベスシティ、アメリカ合衆国
- ECH (YECH) – Echuca 空港 – ビクトリア州Echuca、オーストラリア連邦
- ECN (LCEN) – エルジャン国際空港 – ニコシア、北キプロス・トルコ共和国
- ECP (KECP) – Northwest Florida Beaches 国際空港 – フロリダ州パナマシティ、アメリカ合衆国
- ECR (SKEH) – El Charco 空港 – El Charco、コロンビア共和国
- ECS (KECS) – Mondell Field – ワイオミング州ニューカッスル、アメリカ合衆国
- ECU (KECU) – エトワーズ郡空港 – テキサス州ロックスプリングス、アメリカ合衆国

### ED
- EDB (HSDB) – Al Dabbah 空港 – Al Dabbah、スーダン共和国
- EDE (KEDE) – ノースイースタン地域空港 – ノースカロライナ州エデントン、アメリカ合衆国
- EDF (PAED) – エルメンドルフ空軍基地 – アラスカ州アンカレッジ、アメリカ合衆国
- EDI (EGPH) – エディンバラ空港 – エディンバラ、イギリス
- EDJ (KEDJ) – ベルファウンテン地域空港 – オハイオ州ベルファウンテン、アメリカ合衆国
- EDL (HKEL) – エルドレット国際空港 – エルドレット、ケニア共和国
- EDO (LTFD) – Balıkesir Koca Seyit 空港 – Edremit、トルコ共和国
- EDR (YPMP) – Edward River 空港 – クイーンズランド州Pormpuraaw、オーストラリア連邦
- EDW (KEDW) – エドワーズ空軍基地 – カリフォルニア州エドワーズ、アメリカ合衆国

### EE
- EED (KEED) – Needles 空港 – カリフォルニア州Needles、アメリカ合衆国
- EEK – Eek 空港 – アラスカ州Eek、アメリカ合衆国
- EEN (KEEN) – Dillant-Hopkins 空港 – ニューハンプシャー州キーン、アメリカ合衆国
- EEO (KEEO) – Meeker 空港 – コロラド州Meeker、アメリカ合衆国

### EF
- EFC (KEFC) – ベルフーシュ市営空港 – サウスダコタ州ベルフーシュ、アメリカ合衆国
- EFD (KEFD) – Ellington Field – テキサス州ヒューストン、アメリカ合衆国
- EFG (AYEF) – Efogi 空港 – Efogi、パプアニューギニア独立国
- EFK (KEFK) – Northeast Kingdom 国際空港 – バーモント州ニューポート、アメリカ合衆国
- EFL (LGKF) – ケファロニア国際空港 – ケファロニア島、ギリシャ共和国
- EFT (KEFT) – モンロー市営空港 – ウィスコンシン州モンロー、アメリカ合衆国
- EFW (KEFW) – ジェファソン市営空港 – アイオワ州ジェファソン、アメリカ合衆国

### EG
- EGC (LFBE) – Bergerac Dordogne Périgord 空港 – ドルドーニュ県ベルジュラック、フランス共和国
- EGE (KEGE) – イーグル郡地域空港 – コロラド州イーグル郡、アメリカ合衆国
- EGI (KEGI) – Duke Field – フロリダ州クレストビュー、アメリカ合衆国
- EGL (HANG)– Neghele 空港 – Negele Borana、エチオピア連邦民主共和国
- EGM (AGGS) – セゲ空港 – ニュージョージア島セゲ、ソロモン諸島
- EGN (HSGN) – ジュナイナ空港 – 西ダルフール州ジュナイナ、スーダン共和国
- EGO (UUOB) – ベルゴロド国際空港 – ベルゴロド、ロシア連邦
- EGS (BIEG) – エイイルススタジル空港 – エイイルススタジル、アイスランド
- EGT (KEGT) – ウェリントン市営空港 – カンザス州ウェリントン、アメリカ合衆国
- EGV (KEGV) – イーグルリバー・ユニオン空港 – ウィスコンシン州イーグルリバー、アメリカ合衆国
- EGX (PAII) – Egegik 空港 – アラスカ州Egegik、アメリカ合衆国

### EH
- EHM (PAEH) – Cape Newenham LRRS 空港 – アラスカ州Cape Newenham Long Range Radar Site、アメリカ合衆国
- EHO (KEHO) – シェルビー市営空港 – ノースカロライナ州シェルビー、アメリカ合衆国
- EHR (KEHR) – Henderson City-County 空港 – ケンタッキー州ヘンダーソン、アメリカ合衆国

### EI
- EIE (UNII) – エニセイスク空港 – エニセイスク、ロシア連邦
- EIK (URKE) – エイスク空港 – エイスク、ロシア連邦
- EIL (PAEI) – Eielson 空軍基地 – アラスカ州フェアバンクス、アメリカ合衆国
- EIN (EHEH) – アイントホーフェン空港 – アイントホーフェン、オランダ王国
- EIS (TUPJ) – Terrance B. Lettsome 国際空港 – トルトラ島、イギリス領ヴァージン諸島
- EIW (KEIW) – County 記念空港 – ミズーリ州ニューマドリード、アメリカ合衆国

### EJ
- EJA (SKEJ) – Yariguíes 空港 – バランカベルメハ、コロンビア共和国
- EJH (OEWJ) – Al Wajh Domestic 空港 – Al Wajh、サウジアラビア王国

### EK
- EKA (KEKA) – Murray Field – カリフォルニア州ユーレカ、アメリカ合衆国
- EKB (UASB) – エキバストス空港 – パブロダール州エキバストス、カザフスタン共和国
- EKI (KEKM) – Elkhart Municipal 空港 – インディアナ州エルクハート、アメリカ合衆国
- EKN (KEKN) – Elkins-Randolph Country 空港 – ウェストバージニア州エルキンズ、アメリカ合衆国
- EKO (KEKO) – エルコ地域空港 – ネバダ州エルコ、アメリカ合衆国
- EKS (UHSK) - シャフチョルスク空港 - シャフチョルスク、ロシア連邦
- EKQ (KEKQ) – Wayne 郡空港 – ケンタッキー州モンティチェロ、アメリカ合衆国
- EKX (KEKX) – Addington Field – ケンタッキー州エリザベスタウン、アメリカ合衆国
- EKY (KEKY) – ベッセマー空港 – アラバマ州ベッセマー、アメリカ合衆国

### EL
- ELA (KELA) – Eagle Lake 空港 – テキサス州Eagle Lake、アメリカ合衆国
- ELB (SKBC) – Las Flores 空港 – El Banco、コロンビア共和国
- ELC (YELD) – Elcho Island 空港 – ノーザンテリトリーElcho島、オーストラリア連邦
- ELD (KELD) – South Arkansas Regional at Goodwin Field – アーカンソー州エルドラド、アメリカ合衆国
- ELF (HSFS) – エル＝ファーシル空港 – 北ダルフール州エル＝ファーシル、スーダン共和国
- ELG (DAUE) – エル・ゴレア空港 – エル・メニア、アルジェリア民主人民共和国
- ELI (PFEL) – エリム空港 – アラスカ州エリム、アメリカ合衆国
- ELK (KELK) – エルクシティ市営空港 – オクラホマ州エルクシティ、アメリカ合衆国
- ELM (KELM) – エルマイラ・コーニング地域空港 – ニューヨーク州エルマイラ、アメリカ合衆国
- ELN (KELN) – Bowers Field – ワシントン州エレンズバーグ、アメリカ合衆国
- ELP (KELP) – エルパソ国際空港 – テキサス州エルパソ、アメリカ合衆国
- ELS (FAEL) – King Phalo 空港 – イースト・ロンドン、南アフリカ共和国
- ELT (HETR) – エルトール空港 – 南シナイ県エルトール、エジプト・アラブ共和国
- ELU (DAUO) – Guemar 空港 – Guemar、アルジェリア民主人民共和国
- ELY (KELY) – Ely 空港 – ネバダ州Ely、アメリカ合衆国
- ELZ (KELZ) – ウェルズビル町営空港（Tarantine Field）– ニューヨーク州ウェルズビル、アメリカ合衆国

### EM
- EMA (EGNX) – イースト・ミッドランズ空港 – レスターシャー、イギリス
- EMD (YEML) – Emerald 空港 – クイーンズランド州Emerald、オーストラリア連邦
- EME (EDWE) – エムデン空港 – ニーダーザクセン州エムデン、ドイツ連邦共和国
- EMI (AYEE) – エミラウ空港 – エミラウ島、パプアニューギニア独立国
- EMK (PAEM) – Emmonak 空港 – アラスカ州Emmonak、アメリカ合衆国
- EMM (KEMM) – Kemmerer 市営空港 – ワイオミング州Kemmerer、アメリカ合衆国
- EMN (GQNI) – ネマ空港 – ホズ・エッ・シャルギ州ネマ、モーリタニア・イスラム共和国
- EMP (KEMP) – エンポリア市営空港 – カンザス州エンポリア、アメリカ合衆国
- EMT (KEMT) – San Gabriel Valley 空港 – カリフォルニア州エルモンテ、アメリカ合衆国
- EMV (KEMV) – Emporia-Greensville 地域空港 – バージニア州エンポリア、アメリカ合衆国

### EN
- ENA (PAEN) – キナイ市営空港 – アラスカ州キナイ、アメリカ合衆国
- ENC (LFSN) – Nancy-Essey 空港 – Essey、フランス
- END (KEND) – Vance 空軍基地 – オクラホマ州イーニッド、アメリカ合衆国
- ENF (EFET)– Enontekiö 空港 – Enontekiö、フィンランド共和国
- ENH (ZHES)– 恩施許家坪空港 – 湖北省恩施市、中華人民共和国
- ENK (EGAB) – Enniskillen/St Angelo 空港 – ファーマナ県エニスキレン、北アイルランド、イギリス
- ENL (KENL) – Centralia 市営空港 – イリノイ州Centralia、アメリカ合衆国
- ENN – Nenana 市営空港 – アラスカ州Nenana、アメリカ合衆国
- ENS (EHTW) – Enschede Airport Twente – エンスヘデ、オランダ王国
- ENT (PKMA) – エニウェトク補助飛行場 – エニウェトク環礁、マーシャル諸島
- ENＵ (DNEN) – アカヌ・イビアム国際空港 – エヌグ州エヌグ、ナイジェリア連邦共和国
- ENV (KENV) – ウェンドーバー空港 – ユタ州ウェンドーバー、アメリカ合衆国
- ENW (KENW) – ケノーシャ地域空港 – ウィスコンシン州ケノーシャ、アメリカ合衆国

### EO
- EOH (SKMD) – Olaya Herrera 空港 – メデリン、コロンビア共和国
- EOK (KEOK) – キオカク市営空港 – アイオワ州キオカク、アメリカ合衆国
- EOP (KEOP) – パイク郡空港 – オハイオ州Waverly、アメリカ合衆国
- EOS (KEOS) – ネオショ・ヒュー・ロビンソン空港 – ミズーリ州ネオショ、アメリカ合衆国

### EP
- EPＡ (SADP) – El Palomar 空港 – El Palomar、アルゼンチン共和国
- EPH (KEPH) – エフラタ市営空港 – ワシントン州エフラタ、アメリカ合衆国
- EPM (KEPM) – イーストポート市営空港 – メイン州イーストポート、アメリカ合衆国
- EPR (YESP) – エスペラント空港 – 西オーストラリア州エスペラント、オーストラリア連邦
- EPU (EEPU) – Parnu 空港 – パルヌ、エストニア共和国

### EQ
- EQA (KEQA) – Captain Jack Thomas/El Dorado 空港 – カンザス州エルドラド、アメリカ合衆国
- EQY (KEQY) – モンロー地域空港 – ノースカロライナ州モンロー、アメリカ合衆国

### ER
- ERA (HCMU) - エリガボ空港 - エリガボ、ソマリランド
- ERF (EDDE) – エアフルト空港 – エアフルト、ドイツ連邦共和国
- ERI (KERI) – エリー国際空港（Tom Ridge Field）– ペンシルベニア州エリー、アメリカ合衆国
- ERR (KERR) – Errol 空港 – ニューハンプシャー州Errol、アメリカ合衆国
- ERS (FYWE) – Eros 空港 – ウィントフック、ナミビア共和国
- ERV (KERV) – Kerrville 市営空港（Louis Schreiner Field）– テキサス州Kerrville、アメリカ合衆国
- ERY (KERY) – Luce 郡空港 – ミシガン州ニューベリー、アメリカ合衆国

### ES
- ESB (LTAC) – エセンボーア国際空港 – アンカラ、トルコ共和国
- ESC (KESC) – デルタ郡空港 – ミシガン州エスカナーバ、アメリカ合衆国
- ESF (KESF) – Esler 地域空港 – ルイジアナ州アレクサンドリア、アメリカ合衆国
- ESH (EGKA) - ブライトン・シティ空港 - ウェスト・サセックス州ランシング、イギリス
- ESN (KESN) – Easton/Newnam Field – メリーランド州イーストン、アメリカ合衆国
- EST (KEST) – エスタービル市営空港 – アイオワ州エスタービル、アメリカ合衆国
- ESW (KESW) – Easton State 空港 – ワシントン州イーストン、アメリカ合衆国

### ET
- ETB (KETB) – ウエストベンド市営空港 – ウィスコンシン州ウエストベンド、アメリカ合衆国
- ETC (KETC) – Tarboro-Edgecombe 空港 – ノースカロライナ州タールボロ、アメリカ合衆国
- ETH (LLET) – J. Hozman 空港 – エイラート、イスラエル国
- ETN (KETN) – イーストランド市営空港 – テキサス州イーストランド、アメリカ合衆国
- ETS (KEDN) – エンタープライズ市営空港 (FAA: EDN) – アラバマ州エンタープライズ、アメリカ合衆国

### EU
- EUF (KEUF) – Weedon Field – アラバマ州Eufaula、アメリカ合衆国
- EUG (KEUG) – ユージーン空港 / Mahlon Sweet Field – オレゴン州ユージーン、アメリカ合衆国
- EUL (KEUL) – Caldwell Industrial 空港 – アイダホ州コールドウェル、アメリカ合衆国

### EV
- EVB (KEVB) – ニュースミルナビーチ市営空港 – フロリダ州ニュースミナルビーチ、アメリカ合衆国
- EVE (ENEV) – Harstad/Narvik Airport, Evenes – エヴェネス、ノルウェー王国
- EVM (KEVM) – Eveleth-Virginia 市営空港 – ミネソタ州Eveleth、アメリカ合衆国
- EVN (UGEE) – ズヴァルトノッツ国際空港 – エレバン、アルメニア共和国
- EVU (KEVU) – ノースウエストミズーリ地域空港 – ミズーリ州メアリービル、アメリカ合衆国
- EVV (KEVV) – エバンズビル地域空港 – インディアナ州エバンズビル、アメリカ合衆国
- EVW (KEVW) – Evanston-Uinta County Burns Field – ワイオミング州エバンストン、アメリカ合衆国
- EVY (KEVY) – サミット空港 – デラウェア州ミドルタウン、アメリカ合衆国

### EW
- EWB (KEWB) – ベッドフォード地域空港 – マサチューセッツ州ベッドフォード、アメリカ合衆国
- EWK (KEWK) – Newton-City-County 空港 – カンザス州ニュートン、アメリカ合衆国
- EWN (KEWN) – Craven 郡地域空港 – ノースカロライナ州ニューベルン、アメリカ合衆国
- EWR (KEWR) – ニューアーク・リバティー国際空港 – ニュージャージー州ニューアーク/エリザベス、アメリカ合衆国
- EWU – Newtok 空港 – アラスカ州Newtok、アメリカ合衆国

### EX
- EXT (EGTE) – エクセター国際空港 – エクセター、イギリス
- EXX (KEXX) – Davidson 郡空港 – ノースカロライナ州レキシントン、アメリカ合衆国

### EY
- EYE (KEYE) – Eagle Creek Airpark – インディアナ州インディアナポリス、アメリカ合衆国
- EYF (KEYF) – Curtis L. Brown Jr Field – ノースカロライナ州エリザベスタウン、アメリカ合衆国
- EYQ (KEYQ) – Weiser Air Park 空港 – テキサス州ヒューストン、アメリカ合衆国
- EYW (KEYW) – キーウェスト国際空港 – フロリダ州キーウェスト、アメリカ合衆国

### EZ
- EZE (SAEZ) – エセイサ国際空港 – ブエノスアイレス近郊、アルゼンチン共和国
- EZF (KEZF) – シャノン空港 – バージニア州フレデリックスバーグ、アメリカ合衆国
- EZI (KEZI) – キウォニー市営空港 – イリノイ州キウォニー、アメリカ合衆国
- EZM (KEZM) – ハートオブジョージア地域空港 – ジョージア州イーストマン、アメリカ合衆国
- EZZ (KEZZ) – Cameron 記念空港 – ミズーリ州Cameron、アメリカ合衆国